# Donje Vratno (Vinica)
Donje Vratno falu Horvátországban, Varasd megyében. Közigazgatásilag Vinicához tartozik.

## Fekvése
Varasdtól 15 km-re északnyugatra, községközpontjától Vinicától 1 km-re a Dráva jobb partja közelében fekszik. Donje Vratno északi, különálló települése ma Petrijanec község része.

## Története
1857-ben 683, 1910-ben 343 lakosa volt. A település a trianoni békeszerződésig Varasd vármegye Varasdi járásához tartozott. 2001-ben 84 háza és 327 lakosa volt.

## Népessége
| Lakosság változása | Lakosság változása | Lakosság változása | Lakosság változása | Lakosság változása | Lakosság változása | Lakosság változása | Lakosság változása | Lakosság változása | Lakosság változása | Lakosság változása | Lakosság változása | Lakosság változása | Lakosság változása | Lakosság változása | Lakosság változása |
| ------------------ | ------------------ | ------------------ | ------------------ | ------------------ | ------------------ | ------------------ | ------------------ | ------------------ | ------------------ | ------------------ | ------------------ | ------------------ | ------------------ | ------------------ | ------------------ |
| 1857               | 1869               | 1880               | 1890               | 1900               | 1910               | 1921               | 1931               | 1948               | 1953               | 1961               | 1971               | 1981               | 1991               | 2001               | 2011               |
| 683                | 872                | 991                | 1.129              | 1.192              | 343                | 399                | 384                | 371                | 354                | 350                | 316                | 446                | 540                | 327                | 289                |